# Élection gouvernorale de 2022 en Oklahoma
L'élection gouvernorale de 2022 en Oklahoma a lieu le 8 novembre 2022. 
Le gouverneur républicain sortant Kevin Stitt a été élu en 2018 face à l'avocat Drew Edmonson. Il est membre de la Nation Cherokee. Il se présente pour être réélu pour un deuxième mandat. 
Des élections primaires ont eu lieu le 28 juin. Stitt a obtenu l'investiture républicaine tandis que la directrice du département de l'Éducation de l'État, Joy Hofmeister a remporté l'investiture démocrate. Stitt est largement favori dans cet État très républicain. 
Stitt est largement réélu pour un troisième mandat. Il réalise un meilleur score qu'en 2018.

## Résultats
| Candidats                | Candidats      | Partis      | Voix    | %    |
| ------------------------ | -------------- | ----------- | ------- | ---- |
|                          | Kevin Stitt    | Républicain | 638 910 | 55,5 |
|                          | Joy Hofmeister | Démocrate   | 481 396 | 41,8 |
|                          | Natalie Bruno  | Libertarien | 16 218  | 1,4  |
|                          | Ervin Yen      | Indépendant | 15 638  | 1,3  |
|                          |                |             |         |      |
| Votes valides            |                |             |         |      |
| Votes blancs et nuls     |                |             |         |      |
| Total                    |                |             |         |      |
| Abstention               |                |             |         |      |
| Inscrits / participation |                |             |         |      |